# Samsaçavuş, Mudurnu
Samsaçavuş là một xã thuộc huyện Mudurnu, tỉnh Bolu, Thổ Nhĩ Kỳ. Dân số thời điểm năm 2010 là 191 người.